# Porcellio peyerimhoffi
Porcellio peyerimhoffi är en kräftdjursart som beskrevs av Paulian de Felice1942. Porcellio peyerimhoffi ingår i släktet Porcellio och familjen Porcellionidae. Inga underarter finns listade i Catalogue of Life.